# キー・フラ・ハン
キー・フラ・ハン（Kyi Hla Han; ビルマ語: ကြည်လှဟန်、ALA-LC翻字法: Kraññʻ Lha Hanʻ、発音 [tɕì l̥a̰ hœ̃̀] チーフラハン、1961年2月13日 - 2022年2月19日）はミャンマーの男子ゴルファー。ヤンゴン生まれ。
1980年にプロ転向。以降2004年に引退するまでに1999年のアジアンツアーで賞金王になるなどミャンマーを代表する選手として活躍した。
2006年よりアジアンツアーの会長をつとめていた。2022年2月19日、合併症で死去。

## プロ優勝歴
- 1983 マレーシアPGA選手権
- 1985 マレーシアPGA選手権
- 1989 タイPGA選手権
- 1993 香港PGA選手権
- 1994 エプソン・シンガポールオープン, 香港PGA選手権
- 1994 ジョホール・マスターズ (マレーシア)
- 1997 ロレックスマスターズ (シンガポール)
- 1999 中国オープン (Asian Tour)
- 2003 ネイションズカップ (アウン・ウィンとのペアで)